# Ritratto della principessa Maria Cristina
Il Ritratto della principessa Maria Cristina è un dipinto olio su tela di Élisabeth Vigée Le Brun, realizzato nell'ultimo quarto del XVIII secolo e conservato all'interno del Museo nazionale di Capodimonte, a Napoli.

## Storia e descrizione
Il dipinto è stato commissionato da Ferdinando I delle Due Sicilie e Maria Carolina d'Asburgo-Lorena, i quali decidono di affidare alla pittrice francese Élisabeth Vigée Le Brun, scappata da Parigi a seguito della rivoluzione francese nel 1789 e rifugiatasi a Napoli, i ritratti dei loro quattro figli. La tela è esposta nella sala 51 del Museo nazionale di Capodimonte, nella zona dell'Appartamento Reale della reggia di Capodimonte.
Il ritratto della principessa Maria Cristina si colloca in un'atmosfera leggera e distesa, quasi a dispetto dell'instabilità politica della fine del XVIII secolo: la principessa si presenta con capelli al naturale, raccolti in un nastro rosso, vestita con un abito semplice e modesto, cinto in vita da un altro nastro rosso, in una posa campagnola, nell'atto di raccogliere delle rose, attribuendo alla pittura un tono convenzionale, evitando i formalismi celebrativi tipici della corte napoletana.